# نیلا
نیلا (به اسپانیایی: Neila) یک شهرستان در اسپانیا است.